# Islas Fénix
Las islas Fénix, islas Phoenix o islas Rawaki son un conjunto de atolones poco poblados ubicados en el océano Pacífico, al este de las islas Gilbert, al oeste de las islas de la Línea y al norte de Samoa. Fueron descubiertas por Fernando de Magallanes en 1520. En 1889, las islas fueron declaradas un protectorado británico. Fue el lugar del último intento de expansión colonial del Imperio británico. Este plan de colonización se denominó Proyecto de Colonización de las Islas Fénix. Este archipiélago forma parte del estado de Kiribati desde 1983, cuando fue cedido formalmente por Estados Unidos, al ratificar el tratado firmado en 1979. En 1990 contaba con una población de únicamente 45 habitantes. 
El grupo de atolones pertenece a la República de Kiribati y está oficialmente deshabitado, excepto por unas pocas familias en Kanton. El nombre oficial de Kiribati para el archipiélago es Islas Rawaki.
Las islas recibieron el nombre del buque ballenero Phoenix, de Nantucket, Massachusetts, que estaba activo en el área y también descubrió el arrecife Winslow.
| Atolón / Isla / Arrecife           | Área de la isla km² | Laguna km² | Coordenadas                         |
| ---------------------------------- | ------------------- | ---------- | ----------------------------------- |
| Islas Fénix (Kiribati)             |                     |            |                                     |
| Abariringa (Isla Canton)           | 9,0                 | 50         | 02°50′S 171°43′O / -2.833, -171.717 |
| Isla Enderbury                     | 5.1                 | 0,6*       | 03°08′S 171°05′O / -3.133, -171.083 |
| Isla Birnie                        | 0.2                 | 0,02*      | 03°35′S 171°31′O / -3.583, -171.517 |
| Isla McKean                        | 0,4                 | 0,2*       | 03°36′S 174°08′O / -3.600, -174.133 |
| Rawaki (Isla Fénix)                | 0,5                 | 0,5        | 03°43′S 170°43′O / -3.717, -170.717 |
| Manra (Isla Sydney)                | 4,4                 | 2,2*       | 04°27′S 171°15′O / -4.450, -171.250 |
| Atolón Orona (isla Hull)           | 3,9                 | 30         | 04°30′S 172°10′O / -4.500, -172.167 |
| Nikumaroro (Isla Gardner)          | 4,1                 | 4          | 04°40′S 174°31′O / -4.667, -174.517 |
| Total islas Fénix (Kiribati)       | 27,6                | 84,5       |                                     |
| Arrecifes de coral sumergidos      |                     |            |                                     |
| Arrecife Winslow                   | —                   | 1          | 01°36′S 174°57′O / -1.600, -174.950 |
| Arrecife Carondelet                | —                   | ¿?         | 05°34′S 173°51′O / -5.567, -173.850 |
| Territorios de EE. UU. en el norte |                     |            |                                     |
| Isla Baker                         | 1,6                 | —          | 00°13′N 176°28′O / 0.217, -176.467  |
| Isla Howland                       | 1,8                 | —          | 00°48′N 176°38′O / 0.800, -176.633  |

* Las áreas de la laguna marcadas con un asterisco están comprendidas dentro de las áreas de la isla de la columna anterior, porque son diferentes de un atolón típico, las aguas interiores se sellaron completamente del mar.
Las islas y sus alrededores son el hogar de casi 120 especies de coral y más de 500 especies de peces. 
Kiribati anunció los planes de construir un parque marino gigante en esta zona.
El 1 de agosto de 2010, el Comité de Patrimonio de la Humanidad de la Unesco inscribió el área protegida de las Islas Fénix en la lista de patrimonio natural.